# Squadriglia Bianca
La Squadriglia Bianca (in rumeno Escadrila Albă), in seguito ridesignata Escadrila 108 Transport uşor, è stata un'unità di aeromobili sanitari inquadrata nella Forțele Aeriene Regale ale României, l'aeronautica militare del Regno di Romania, pilotata da sole donne e che hanno prestato servizio durante la seconda guerra mondiale.
La squadriglia utilizzava i monomotori monoplani RWD-13S, versione aeroambulanza, di fabbricazione polacca. Il nome deriva dal fatto che gli aerei erano stati dipinti interamente in bianco avorio. La livrea aveva dipinte croci rosse sulla fusoliera e le ali. Malgrado questi evidenti segni distintivi, i sovietici non ne tennero conto e li attaccarono come ogni altro aereo militare. Quindi, dalla fine del 1941 gli aerei della squadriglia vennero dipinti con normali colori mimetici.

## Storia

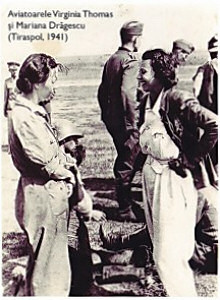
Due piloti della Squadriglia Bianca, Virginia Thomas e Mariana Drăgescu, a Tiraspol nel 1941.

L'istituzione di uno squadrone sanitario fatto di donne pilota fu un'idea della principessa Marina Știrbei. Venne presa a modello l'organizzazione finlandese Lotta Sward, ed iniziò ad operare a seguito della richiesta presentata da Marina Știrbei al Ministero dell'aviazione nel 1939.
Al momento della costituzione della Squadriglia Bianca vi facevano parte le seguenti aviatrici: Mariana Drăgescu, Virginia Duţescu, Nadia Russo, Virginia Thomas, Marina Știrbei e Irene Burnaia.
Nel mese di agosto 1942, la Squadriglia Bianca venne rinominata 108ª Squadriglia di Trasporto Leggero e si trasferì a Stalingrado, nel campo d'aviazione di Kotel'nikovo e poi a Plodovitoje. Altre aviatrici si aggiunsero all'unità: Victoria Pokol, Maria Nicola, Stela Huțan e Smaranda Brăescu.
La Squadriglia Bianca era molto conosciuta sia a livello nazionale che internazionale.

## La Squadriglia Bianca nei media
Su questa unità dell'aviazione rumena sono stati scritti articoli da tutta la stampa europea del tempo. Sono stati realizzati un libro ed un film intitolati "Squadriglia Bianca": il libro scritto da George Acsinteanu; il film fu una coproduzione italo-rumena ed ebbe come protagonisti Mariella Lotti, Tino Bianchi e Lucia Sturdza-Bulandra.